# Martin Walsh
Martin Walsh (Manchester, 8 novembre 1955) è un montatore britannico.

## Biografia
Attivo dal 1985, nel 2003 ha vinto l'Oscar al miglior montaggio per il film Chicago, che gli ha valso anche un ACE Eddie Award ed una candidatura ai premi BAFTA nella medesima categoria. Walsh è membro dell'American Cinema Editors.

## Filmografia

### Cinema
- Sacred Hearts, regia di Barbara Rennie (1988)
- La strega di Willoughby Chase (The Wolves of Willoughby Chase), regia di Stuart Orme (1989)
- The Krays - I corvi (The Krays), regia di Peter Medak (1990)
- Courage Mountain, regia di Christopher Leitch (1990)
- Il mistero di Jo Locke, il sosia e miss Britannia '58 (Hear My Song), regia di Peter Chelsom (1991)
- Wild West, regia di David Attwood (1992)
- Bad Behaviour, regia di Les Blair (1993)
- Backbeat - Tutti hanno bisogno di amore (Backbeat), regia di Iain Softley (1994)
- Il commediante (Funny Bones), regia di Peter Chelsom (1995)
- Hackers, regia di Iain Softley (1995)
- Due mariti per un matrimonio (Feeling Minnesota), regia di Steven Baigelman (1996)
- Roseanna's Grave, regia di Paul Weiland (1997)
- Benvenuti a Woop Woop (Welcome to Woop Woop), regia di Stephan Elliott (1997)
- Basta guardare il cielo (The Mighty), regia di Peter Chelsom (1998)
- Hilary e Jackie (Hilary and Jackie), regia di Anand Tucker (1998)
- Mansfield Park, regia di Patricia Rozema (1999)
- Che fine ha fatto Harold Smith? (Whatever Happened to Harold Smith?), regia di Peter Hewitt (1999)
- Il diario di Bridget Jones (Bridget Jones's Diary), regia di Sharon Maguire (2001)
- Strictly Sinatra, regia di Peter Capaldi (2001)
- Iris - Un amore vero (Iris), regia di Richard Eyre (2001)
- Chicago, regia di Rob Marshall (2002)
- Thunderbirds, regia di Jonathan Frakes (2004)
- Un giorno per sbaglio (Separate Lies), regia di Julian Fellowes (2005)
- V per Vendetta (V for Vendetta), regia di James McTeigue (2005)
- Inkheart - La leggenda di cuore d'inchiostro (Inkheart), regia di Iain Softley (2008)
- Scontro tra titani (Clash of Titans), regia di Louis Leterrier (2010)
- Prince of Persia - Le sabbie del tempo (Prince of Persia: The Sands of Time), regia di Mike Newell (2010)
- Ra.One, regia di Anubhav Sinha (2011)
- La furia dei titani (Wrath of Titans), regia di Jonathan Liebesman (2012)
- Jack Ryan - L'iniziazione (Jack Ryan: Shadow Recruit), regia di Kenneth Branagh (2014)
- Cenerentola (Cinderella), regia di Kenneth Branagh (2015)
- Eddie the Eagle - Il coraggio della follia (Eddie the Eagle), regia di Dexter Fletcher (2016)
- Wonder Woman, regia di Patty Jenkins (2017)
- Justice League, regia di Zack Snyder (2017)
- Tetris, regia di Jon S. Baird (2023)
- Back to Black, regia di Sam Taylor-Johnson (2024)

### Televisione
- Africa - documentario TV (1984)
- Oil - documentario TV (1986)
- The Fear - serie TV, 5 episodi (1988)
- The Fifteen Streets, regia di David Wheatley - film TV (1989)
- Dancing Queen, regia di Nick Hamm - film TV (1993)
- Don't Leave Me This Way, regia di Stuart Orme - film TV (1993)
- Titanic - Nascita di una leggenda (Titanic: Blood and Steel) - miniserie TV, 2 episodi (2012)